# Croton subcomosus
Espèce
Croton subcomosus est une espèce de plantes à fleurs du genre Croton et de la famille des Euphorbiaceae, présente au Brésil (Goias).
Il a pour synonymes :
- Croton gardneri var. lanceolatus, Müll.Arg., 1865
- Oxydectes subcomosa, (Müll.Arg.) Kuntze